# Diaphania nigricilialis
Diaphania nigricilialis is een vlinder uit de familie van de grasmotten (Crambidae), uit de onderfamilie van de Spilomelinae. De wetenschappelijke naam van deze soort is voor het eerst voorgesteld als Glyphodes nigricilialis door William Schaus in een publicatie uit 1912. De voorvleugellengte varieert van 12 tot 15 millimeter.

## Verspreiding
De soort komt voor in Costa Rica, Colombia en Venezuela.